# Ectaetia lasiopa
Ectaetia lasiopa är en tvåvingeart som beskrevs av Oswald Duda 1928. Ectaetia lasiopa ingår i släktet Ectaetia och familjen dyngmyggor.
Artens utbredningsområde är Costa Rica. Inga underarter finns listade i Catalogue of Life.